# 竹叶坪乡
竹叶坪乡，是中华人民共和国湖南省张家界市桑植县下辖的一个乡镇级行政单位。

## 行政区划
竹叶坪乡下辖以下地区：
郑家峪村、康三峪村、木峪村、柳浪坪村、陈子界村、鸡公亚村、茅花界村、茶亚村、柳树塔村、干洞村、侵峪村、三百墩村、马家溪村、柳阳溪村、竹叶坪村和南湖村。